# Independencia (Yaracuy)
Independencia é um município da Venezuela localizado no estado de Yaracuy.
A capital do município é a cidade de Independencia.